# Jack Robinson (surfare)
Jack Robinson, född 27 december 1997, är en australisk surfare.

## Karriär
Robinson tog brons i lagtävlingen vid Världsspelen 2024. Han har kvalificerat sig för OS 2024.